# 亞洲青年管弦樂團
亞洲青年管弦樂團於1990年由曼紐因(Yehudi Menuhin)及龐信(Richard Pontzious)創立，由一百位年青成員組成，每位成員都是每年經過嚴格的試聽甄選所挑選出來的菁英樂手，是一個學費全免的音樂活動。每年夏季，成員們會相處六星期，首三星期為排練期，之後則是三星期的巡迴演出。成員將會與著名的獨奏家和指揮家同台演出。

## 組織架構
由一個香港商界人士組成的委員會，於1987年成立，並以非牟利慈善信託基金的形式註冊，符合香港稅務條例第88項，為一個免稅機構。